# Georges Dandelot
Georges Dandelot   (7è districte de París, 2 de desembre de 1895 - Vaux-sur-Mer, 17 d'agost de 1975) va ser un compositor i professor de música francès.

## Biografia
El pare de Georges Dandelot va ser Alfred Dandelot, el fundador de l'agència de concerts Dandelot, que va treballar amb artistes com Camille Saint-Saëns, Arthur Rubinstein, Eugène Ysaÿe i Serguei Prokófiev. La seva mare, Madelaine, nascuda Mangeot, era filla del fabricant de pianos Edouard Mangeot i germana d'Auguste Mangeot, que juntament amb Alfred Cortot van fundar "l'École Normale de Musique" el 1919.
Dandelot va estudiar al Conservatori de París amb Émile Schwartz, Louis Diémer, Xavier Leroux, Jean Gallon, Georges Caussade, Charles-Marie Widor, Vincent d'Indy, Maurice Emmanuel a més de Paul Dukas i Albert Roussel. A la Primera Guerra Mundial va ser soldat. Des de 1919 va ensenyar harmonia a "l'École Normale de Musique" i des de 1942 també al Conservatori. Entre els seus estudiants hi havia Pierre Petit, Paul Méfano, André Casanova, André Boucourechliev i Michel Philippot.
La seva obra principal és l'oratori Pax de 1935, que va ser modelat per les experiències de la Guerra Mundial. També va compondre una simfonia, un Concerto romantique per a violoncel i orquestra, un quartet de corda i altres obres de música de cambra, a més de diversos ballets (inclosos Le Souper de famine, Le Jardin merveilleux, La Création) i òperes (incloses Midas i Apolline).